# Geek Stink Breath
Pour les articles homonymes, voir Geek (homonymie).
Singles de Green Day
J.A.R.
(1995) Stuck with Me
(1995)
Geek Stink Breath est un single du groupe punk rock américain Green Day. Ce fut le premier single extrait de leur quatrième album, Insomniac, paru en 1995.
La chanson a atteint la 16e place au UK Singles Chart et la 27e au Irish Singles Chart.

## Clip vidéo
Le clip montre des graphiques mauvais, mais surtout une visite chez le dentiste. On y retrouve les mêmes yeux exorbités de Billie Joe Armstrong que dans le clip vidéo de Basket Case.

## Liste des chansons
CD
1. Geek Stink Breath - 2:16
2. I Want to Be on T.V. (reprise du groupe Fang) - 1:17
3. Don't Want to Fall in Love - 1:38

Vinyle 7"
A. Geek Stink Breath - 2:16
B. I Want to Be on T.V. - 1:17